# Plagiostachys sumatrensis
Plagiostachys sumatrensis är en enhjärtbladig växtart som beskrevs av Henry Nicholas Ridley. Plagiostachys sumatrensis ingår i släktet Plagiostachys och familjen Zingiberaceae. Inga underarter finns listade i Catalogue of Life.